# Vixa Type 20
 (juin 2025).
La mise en forme du texte ne suit pas les recommandations de Wikipédia : il faut le « wikifier ».
Les points d'amélioration suivants sont les cas les plus fréquents. Le détail des points à revoir est peut-être précisé sur la page de discussion.
- Les titres sont pré-formatés par le logiciel. Ils ne sont ni en capitales, ni en gras.
- Le texte ne doit pas être écrit en capitales (les noms de famille non plus), ni en gras, ni en italique, ni en « petit »…
- Le gras n'est utilisé que pour surligner le titre de l'article dans l'introduction, une seule fois.
- L'italique est rarement utilisé : mots en langue étrangère, titres d'œuvres, noms de bateaux, etc.
- Les citations ne sont pas en italique mais en corps de texte normal. Elles sont entourées par des guillemets français : « et ».
- Les listes à puces sont à éviter, des paragraphes rédigés étant largement préférés. Les tableaux sont à réserver à la présentation de données structurées (résultats, etc.).
- Les appels de note de bas de page (petits chiffres en exposant, introduits par l'outil «  Source ») sont à placer entre la fin de phrase et le point final[comme ça].
- Les liens internes (vers d'autres articles de Wikipédia) sont à choisir avec parcimonie. Créez des liens vers des articles approfondissant le sujet. Les termes génériques sans rapport avec le sujet sont à éviter, ainsi que les répétitions de liens vers un même terme.
- Les liens externes sont à placer uniquement dans une section « Liens externes », à la fin de l'article. Ces liens sont à choisir avec parcimonie suivant les règles définies. Si un lien sert de source à l'article, son insertion dans le texte est à faire par les notes de bas de page.
- La présentation des références doit suivre les conventions bibliographiques. Il est recommandé d'utiliser les modèles {{Ouvrage}}, {{Chapitre}}, {{Article}}, {{Lien web}} et/ou {{Bibliographie}}. Le mode d'édition visuel peut mettre en forme automatiquement les références.
- Insérer une infobox (cadre d'informations à droite) n'est pas obligatoire pour parachever la mise en page.

Pour une aide détaillée, merci de consulter Aide:Wikification.
Si vous pensez que ces points ont été résolus, vous pouvez retirer ce bandeau et améliorer la mise en forme d'un autre article.
La Vixa Type 20 est une montre chronographe militaire produite dans les années 1950 par la marque française Vixa. Elle fait partie des rares modèles officiellement livrés à l’armée de l’air française dans le cadre du cahier des charges Type 20, aux côtés des montres de Breguet, Dodane ou Auricoste.

## Origine et production
La Vixa Type 20 est équipée du calibre mécanique Hanhart 405, identique à celui utilisé par les chronographes de la Luftwaffe pendant la Seconde Guerre mondiale. Plusieurs auteurs et collectionneurs estiment que ces mouvements proviendraient de composants ou de stocks allemands transférés ou acquis après la guerre, avant assemblage en France,.
Cette hypothèse est appuyée par la forte ressemblance technique avec les chronographes Hanhart d’époque, et par l'absence de production nationale équivalente pour un mouvement flyback à cette époque.
Les montres ont été assemblées en France par Kiplé à Besançon et livrées à l’armée française dans les années 1950. Vixa semble avoir été un des premiers fournisseurs, avec une production relativement limitée.

## Caractéristiques spécifiques
- Calibre Hanhart 405 : mouvement mécanique à remontage manuel avec fonction flyback.
- Boîtier en acier (39 mm), lunette tournante crantée.
- Cadran noir mat avec deux compteurs (petite seconde + totalisateur 30 minutes).
- Aiguilles et chiffres arabes lumineux.
- Poussoirs de type champignon.
- Mention "Antimagnetic" à 6h

## Marquages militaires
Presque toutes les Vixa Type 20 connues portent au dos les marquages suivants :
- 5100 54
- Un numéro de série à 4 chiffres
- FG x 56 (première fin de garantie, exemple "3 56" pour Mars 1956
- une série de marquage fin de garantie sous la forme FG "Jour" "Mois" "Année"
- Souvent un "P" qui démontre un passage dans les ateliers Péchoin à Paris

À ce jour, seule une ou deux exceptions sans marquage sont connues, surement des montres sorties du circuit avant la fin de la première garantie.